# Hinenui / Nancy Sound
Der Hinenui / Nancy Sound ist ein als Fjord zu bezeichnender Meeresarm auf der Südinsel von Neuseeland.

## Geographie
Der rund 15,4 km lange Hinenui / Nancy Sound befindet sich rund 54 km nordwestlich von Te Anau an dem südwestlichen Teil der Westküste der Südinsel. Der Sound besitzt eine Küstenlänge von rund 34 km und ist an seiner breitesten Stelle rund 1220 m breit. Der Eingang zum Sound, in dem sich die Insel Entrance Island und eine kleine 44 m hohe Inseln am Anxiety Point befinden, misst rund 1180 m. Die Fläche des Hinenui / Nancy Sound umfasst 13,9 km² und seinen maximale Tiefe 279 m. Sein Wassereinzugsgebiet erstreckt sich über eine Fläche von 91,9 km².
Die den Sound umgebenden Berge erheben sich bis auf über 1200 m Höhe.
Rund 7 km südwestlich befindet sich der Te Awa-o-Tū / Thompson Sound und rund 6 km nordöstlich der Taiporoporo / Charles Sound.

## Geologie
Der Hinenui / Nancy Sound ist im klassischen Sinne ein Fjord, der wie alle Fjorde im Südwesten der Südinsel auch, einerseits durch Gletscherbewegungen der letzten Kaltzeit entstanden ist und andererseits durch die Überflutung des Tals durch den ansteigenden Meeresspiegel gebildet wurde. Die Bezeichnung Sound kam durch die ersten europäischen Siedler und Seefahrer, die zahlreiche Täler in der Region Fiordland als Sounds bezeichneten, eine Benennung, die eigentlich nur für die von der Seeseite her geflutete Flusstäler verwendet wird, so wie die Sounds in den Marlborough Sounds im Norden der Südinsel. Die Seefahrer, zumeist englischer oder walisischer Herkunft, kannten von ihrer Heimat her keine Fjorde und so verwendeten sie für die Meeresarme die ihnen bekannten Bezeichnungen, die später auch nicht mehr korrigiert wurden.